# Crane (Oregón)
Crane es un lugar designado por el censo ubicado en el condado de Harney en el estado estadounidense de Oregón. En el año 2010 tenía una población de 129 habitantes.